# ميك ووكر
ميك ووكر (بالإنجليزية: Mick Walker)‏ (10 أبريل 1945 بهاروغيت في المملكة المتحدة - ) هو مدرب كرة قدم ولاعب كرة قدم بريطاني في مركز جناح ‏. لعب مع برادفورد سيتي وستوكبورت كونتي وشيفيلد وينزداي وماكليسفيلد تاون ونادي تشيسترفيلد ونادي روذرهام يونايتد ونادي سليغو روفرز ونادي مانسفيلد تاون ونادي ألترينتشام ولوس أنجلوس وولفز وبورن تاون ‏.